# Route de l'Esplanade
La route de l'Esplanade est une voie située dans le 12e arrondissement de Paris, en France.

## Origine du nom

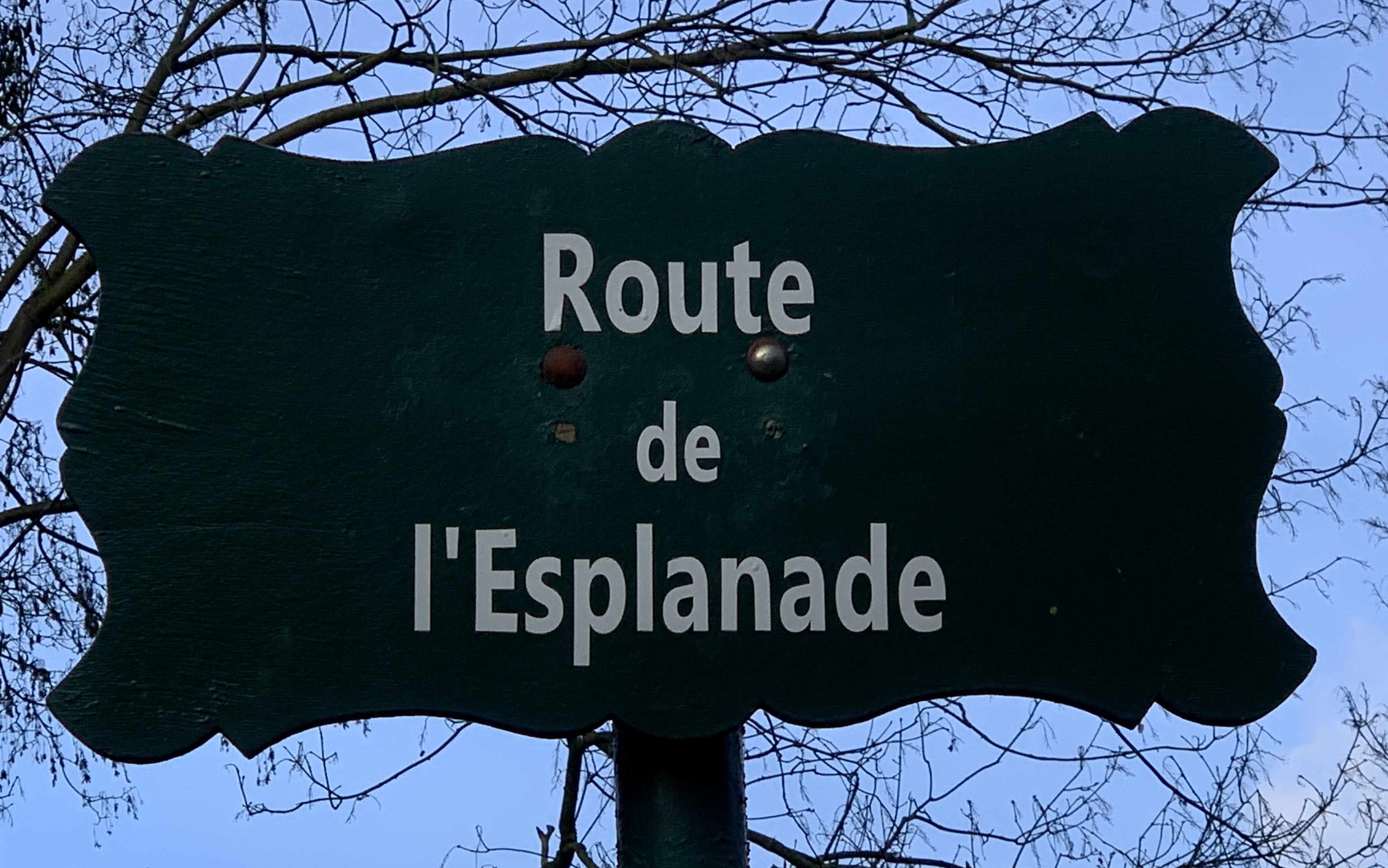
Plaque de la route.